# 程思廉
程 思廉（てい しれん、1235年 - 1296年）は、モンゴル帝国（大元ウルス）に仕えた漢人の一人。字は介甫。東勝州東勝県の出身。

## 概要
程思廉の祖先はもと洛陽の住人であったが、北魏の時代に雲州金河県に移住した家と伝えられる。程思廉の父の程恒はモンゴル帝国に仕えて金符を帯び、沿辺監榷規運使・解州塩使の地位にあった。
程思廉は劉秉忠の推薦を受けてクビライに仕えるようになり、その息子のチンキムの講読を務めた。その後、河南省平章政事のカダクの下で働いているところを史天沢に見出され、襄陽・樊城包囲戦の補給を担うようになった。1275年（至元12年）には監察御史の地位に遷り、権臣のアフマド・ファナーカティーの弾劾に加わった。結局この時はアフマドは失脚するに至らず、その配下の者たちから圧力を受けたが、程思廉は泰然として受け流したという。その後河北河南道按察副使に遷り、この時彰徳路で飢饉が起こっていることを知ると、苛酷な徴税を和らげるよう働きかけた。
1283年（至元20年）、河北において飢饉が起こると、食を求めて河南へ向かう流民が発生したため、朝廷は黄河の通行を制限しようとした。しかし、程思廉は「民が食を求めることをどうしてやめさせることができようか。天下は一家であり、河北・河南はみな我が民である」と述べてこれに反対し、朝廷も程思廉の言を認めて罪に問うことはしなかったという。その後陝西漢中道按察使に任命されたが、母の介護のためにこれを辞し、まもなく母を亡くした。
1289年（至元26年）、雲南行御史台が立てられると、程思廉はその御史中丞に任じられた。赴任当初、蛮夷の酋長たちが参賀のため訪れてきたが、傲慢な態度のない程思廉の言辞に聞く者はみな感服したという。また、程思廉は雲南に古くからあった学校を復興させ、雲南における学問の振興に寄与した。
1294年（至元31年）にオルジェイトゥ・カアン（成宗テムル）が即位すると、河東山西廉訪使に任じられた。このころ、太原路（チャガタイ家の投下領であった）では歳ごとに駝馬14,000匹を飼養していたが、程思廉の働きかけによって1,000匹に削減となった。また、平陽路（ジョチ家の投下領であった）では租税を遠く北方のモンゴル領主の下まで納めていたが、程思廉はこれを河東の倉にまで納めれば良いように請願し、認められている。
1296年（元貞2年）、62歳にして死去した。